# Coeficient de sustentació

Flux entorn d'un perfil alar

El coeficient de sustentació, també anomenat coefient de lift (o CL de l'anglès lift coefficient) és una magnitud adimensional que relaciona la sustentació generada per un cos sustentador amb la densitat del fluid al voltant del cos, la seva velocitat i una àrea de referència associada. Un cos sustentador és un perfil com ara una aeronau d'ala fixa. CL és una funció de l'angle d'atac (angle entre el cos i la velocitat), el seu nombre de Reynolds i el seu nombre de Mach. El coeficient de sustentació cl fa referència a la característica de sustentació dinàmica d'una secció del perfil bidimensional, en què l'àrea de referència és substituïda per la corda del perfil.

## Definicions
El coeficient de sustentació CL es defineix com
{\displaystyle C_{\mathrm {L} }\equiv {\frac {L}{q\,S}}={\frac {L}{{\frac {1}{2}}\rho u^{2}\,S}}={\frac {2L}{\rho u^{2}S}}} ,
on
{\displaystyle L\,} és la força de sustentació, {\displaystyle S\,} és la superfície de referència i {\displaystyle q\,} és la pressió dinàmica, alhora relacioinada amb la densitat del fluid {\displaystyle \rho \,}, i amb el quadrat de la velocitat {\displaystyle u\,}, tal com es mostra:
{\displaystyle q={\tfrac {1}{2}}\,\rho \,u^{2},}
L'elecció de la superfície de referència ha de ser especificada en ser arbitrària. Per exemple, per a perfils cilíndrics (l'extrusió tridimensional d'un perfil en el sentit de l'envergadura) sempre s'orienta en la direcció de l'envergadura (eix y), mentre que en aerodinàmica i en teoria de perfils prims, el segon eix que genera la superfície és habitualment el de la corda:
{\displaystyle S_{aer}\equiv c\,s}
on {\displaystyle S\,} és la superfície de referència, {\displaystyle c\,} és la corda i {\displaystyle s\,} és la longitud del perfil alar. El coedifient acaba resultant:
{\displaystyle C_{\mathrm {L} ,\,aer}\equiv {\frac {L}{q\,c\,s}}}
per perfils gruixuts, i en dinàmica marina, l'altre eix que sovint es fa servir és el gruix del perfil ({\displaystyle t}):
{\displaystyle S_{mar}=t\,s}
resultat en el següent coeficient:
{\displaystyle C_{\mathrm {L} ,\,mar}\equiv {\frac {L}{q\,t\,s}}}
La raó entre aquestes dues expressions és el ratio de gruix:
{\displaystyle C_{\mathrm {L} ,\,mar}\equiv {\frac {c}{t}}C_{\mathrm {L} ,\,aer}}
El coeficient de sustentació es pot aproximar utilitzant la teoria de lineal de la sustentació, calculant-la numèricament o prenent mesures amb un test de túnel de vent de la configuració completa d'una aeronau.

## Coeficient de sustentació d'una secció

Una corba típica que mostra el coeficient de sustentació d'una secció en funció de l'angle d'atac d'un perfil alar corbat

El coeficient de sustentació pot ser utilitzat també com a característica d'una forma particular (o d'una secció transversal) d'un perfil alar. En aquesta aplicació, rep el nom de coeficient de sustentació de la secció {\displaystyle c_{\text{l}}}. És habitual mostrar, per una secció particular del perfil, la relació entre {\displaystyle c_{\text{l}}} i l'angle d'atac. També és útil mostrar la relació entre el coefiecient de sustentació de la secció i el coeficient de resistència aerodinàmica.
El coeficient de sustentació d'una secció es basa en un flux bidimensional sobre una ala de longitud infinita i de secció transversal constant, així que la sustentació és independent dels efectes tridimensionals que hi hauria en una ala infinita i és definida en termes de {\displaystyle l}, la força de sustentació per unitat de longitud de l'ala. La definició esdevé:
{\displaystyle c_{\text{l}}={\frac {l}{q\,L}},}
on L és la longitud de referència que s'ha d'especificar sempre: en aerodinàmica i teroia de perfils alars és sovint la corda ({\displaystyle c\,}) mentre que en dinàmica marina, s'usa habitualment el gruix ({\displaystyle t\,}).
Per un angle d'atac donat, cl es pot calcular de manera aproximada utilitzant la teoria de perfils prims, calculat numèricament o determinat a través de experiments amb un túnel de vent sobre una peça de longitud finita, amb plaques als extrems per tal d'incloure els efectes tridimensionals. Gràfiques de cl en funció de l'angle d'atac mostren la mateixa forma general per tots els perfils, però els valors particulars seran diferents. Mostren un increment gairebé lineal en el coeficient de sustentació a mesura que s'augmenta l'angle d'atac amb un gradient que rep el nom de pendent de sustentació. Per un perfil prim de qualsevol forma el pendent de sustentació és de π²/90 ≃ 0.11 per grau. A angles més grans, s'arriba al punt màxim, després del qual el coeficient de sustentació decreix. L'angle pel qual es dona el coeficient de sustentació màxim és l'angle d'entrada en pèrdua del perfil, que es troba generalment entre els 10 i els 15 graus en un perfil típic.
Els perfils simètrics tenen necessàriament gràfiques del cl respecte l'angle d'atac simètriques respecte l'eix de cl, però per perfils asimètrica, convexos des de dalt, encara hi ha un coeficient de sustentació petit però positiu per angles d'atac inferiors a 0. És a dir, l'angle pel qual cl = 0 és negatiu. En aquests perfils, per un angle d'atac de 0°, les pressions en la superfície superior (extrados) són més baixes que les de la superfície inferior (intrados), creant sustentació.